# Michael Burgess (Kameramann)
Don Michael Burgess Jr. (* 1984) ist ein US-amerikanischer Kameramann.

## Leben
Burgess ist eines von drei Kindern des Kameramanns Don Burgess.
Seit dem Jahr 2007 war er als Second-Unit-Kameramann und als Kameraoperator bei ersten Filmproduktionen beschäftigt, wobei er gelegentlich mit seinem Vater zusammenarbeitete. Seit dem Jahr 2015 ist Burgess auch als Chefkameramann tätig. Nach Arbeiten für Kurzfilme übernahm er 2019 die Kameraarbeit an Horrorfilmen wie Lloronas Fluch, Annabelle 3 und Conjuring 3: Im Bann des Teufels.

## Filmografie (Auswahl)
- 2015: Skateboarding's First Wave (Dokumentarkurzfilm)
- 2016: Grace Note (Kurzfilm)
- 2018: Public Disturbance
- 2019: Lloronas Fluch (The Curse of La Llorona)
- 2019: Annabelle 3 (Annabelle Comes Home)
- 2021: Conjuring 3: Im Bann des Teufels (The Conjuring: The Devil Made Me Do It)
- 2021: Malignant
- 2023: The Family Plan
- 2024: Salem’s Lot – Brennen muss Salem (Salem’s Lot)